# Edificio Amanecer
El Edificio Torre Amanecer, más conocido como Edificio Amanecer, es una construcción ubicada en la ciudad de Concepción, Chile. Tiene veintidós pisos, siendo desde la finalización de su construcción, a fines de los años 1970, y hasta 2007, el edificio más alto del Gran Concepción y de la Región del Bíobío, año en que fue superado en altura por la Torre City, de 24 pisos.

## Historia

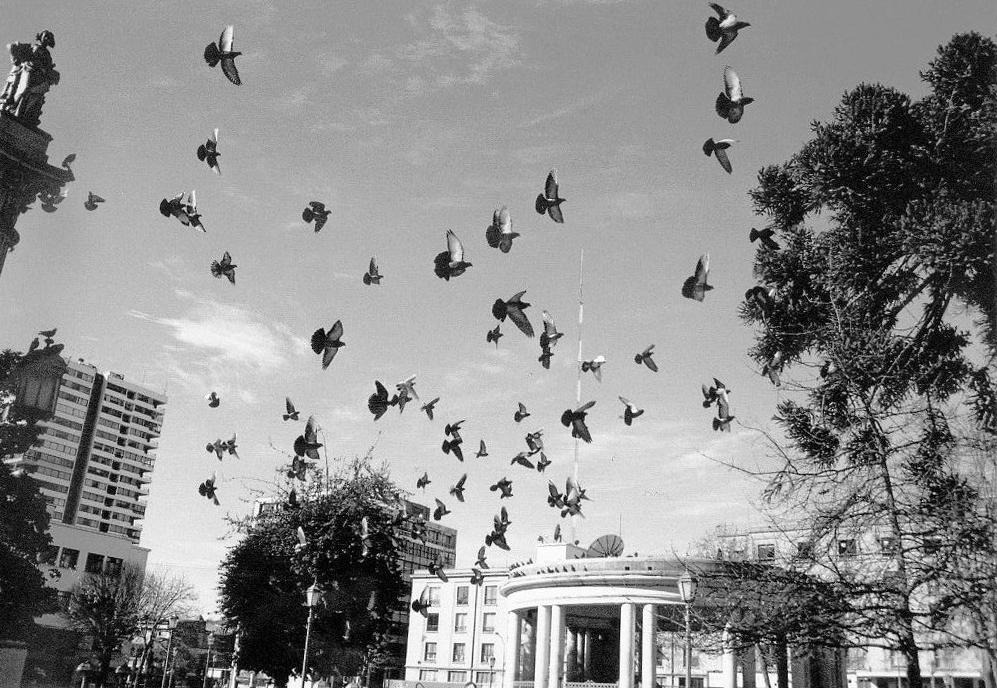
Edificio Amanecer (a la izquierda) visto desde la Plaza de la Independencia.

Su construcción comenzó a fines de la década de 1970. De acuerdo al proyecto debía transformarse en una galería comercial, contando con helipuertos y varias antenas de comunicación, e incluso con muchos más pisos de los que tiene ahora. Cuando ya faltaba poco para finalizar la construcción, la empresa encargada de esta quebró.[cita requerida]
La construcción se detuvo por varios meses. Luego de esto otra empresa decidió finalizar el proyecto, pero disminuyó considerablemente los costos, por lo que no se pudieron concretar los planes originales. De este modo el edificio quedó con 22 pisos, y con algunos sectores que nunca fueron finalizados.[cita requerida]